# 板倉重常
板倉 重常（いたくら しげつね）は、下総関宿藩の第3代藩主、のち伊勢亀山藩の初代藩主。板倉家宗家4代。

## 生涯

### 家督相続
寛永20年（1643年）10月22日、関宿藩主・板倉重郷の長男として生まれる。万治元年（1658年）閏12月、従五位下、隠岐守に叙位・任官する。寛文元年（1661年）に父が死去したため、寛文2年（1662年）に家督を継いで関宿藩主となった。

### 伊勢亀山への転封
寛文9年（1669年）2月、5000石加増の5万石の上で、伊勢亀山に加増移封された。
亀山では、亀山城の改増築、寺社政策の徹底、新田開発などの勧農政策を行なう一方で、賦役の軽減や減税などの善政にも努めたといわれる。しかし優れた政治を行なったにもかかわらず、連年のように凶作が続き、藩財政は窮乏して1万2000両の負債を抱えるようになり、その後の亀山藩の財政に悪影響をもたらした。

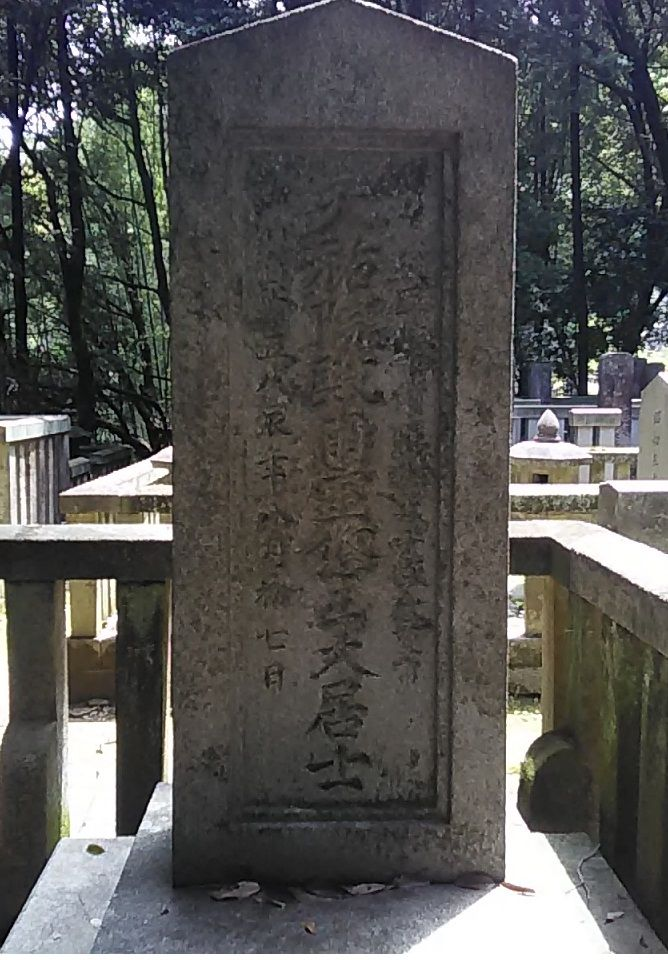
板倉重常の墓(西尾市長圓寺)

貞享5年（1688年）2月16日、家督を養子の重冬に譲って隠居する。半年後の8月7日に死去した。享年46。

## 系譜
- 正室：筆子 - 戸田氏信娘
  - 次女：市 - 太田資直正室
- 生母不明の子女
  - 長女
  - 三女：久 - 松平信通正室のち堀田正朝正室
- 養子
  - 重冬 - 板倉重大長男
  - 石 - 内藤忠次娘、酒井忠親正室